# Inmigración australiana en los Estados Unidos
Los estadounidenses de origen australiano son estadounidenses que tienen ascendencia australiana.

## Historia
La historia de la población australiana estadounidense casi sigue la historia de los estadounidenses británicos y estadounidenses irlandeses, ya que Australia era un territorio político británico en el momento en que emigraron por primera vez y la mayoría de los colonos eran ingleses o irlandeses. La primera ola de inmigración importante de Australia a los Estados Unidos se produjo en la Fiebre del Oro de California de 1850, cuando la mayoría de los inmigrantes irlandeses que habían escapado de la Gran Hambruna Irlandesa habían trabajado anteriormente en los campos de oro australianos. En San Francisco, los " Sydney Ducks ", como se les conocía, entraron en conflicto violento con los nativistas locales.
La inmigración transpacífica luego se secó mientras se desarrollaba la guerra civil estadounidense. Se recuperó durante el período de la Reconstrucción, pero volvió a flaquear cuando Australia fue golpeada por una depresión económica a fines de la década de 1890. La inmigración a los Estados Unidos alcanzó su punto máximo en los años posteriores a la Segunda Guerra Mundial, debido al aumento de la actividad económica de Estados Unidos y al éxodo de 15.000 novias de guerra australianas que se casaron con militares estadounidenses. De 1971 a 1990, más de 86,400 australianos y neozelandeses llegaron a los Estados Unidos.

## Población
En el censo estadounidense de 2000, se enumeraron 60,965 personas nacidas en Australia en los Estados Unidos, de las cuales 15,315 eran ciudadanos estadounidenses. Alrededor del 40% de los australianos estadounidenses habían entrado en Estados Unidos antes de 1980. Desde 2010, ha surgido una Little Australia y está creciendo en Nolita, Manhattan, Ciudad de Nueva York. En 2016, el Consulado General de Australia estimó que había 44.000 australianos viviendo en la ciudad de Los Ángeles.

## Otras lecturas
- Arrowsmith, Robyn Anne. "Novias de guerra australianas de la Segunda Guerra Mundial en Estados Unidos: sus recuerdos y experiencias". (2010). en línea Archivado el 26 de febrero de 2020 en Wayback Machine.
- Cuthbertson, Ken. "Americanos australianos". Gale Encyclopedia of Multicultural America, editado por Thomas Riggs, (3a ed., Vol. 1, Gale, 2014), págs. 179-188. en línea
- Moore, John Hammond, ed. Australianos en América: 1876–1976 (University of Queensland Press, 1977).
- Moore, John Hammond. Oversexed, over-pay and over here: Americans in Australia, 1941-1945 (U of Queensland Press, 1981).
- Tyrrell, Ian. "Visiones periféricas: contactos ambientales californiano-australianos, c. 1850s-1910". Revista de Historia Mundial (1997): 275-302. en línea

- Datos: Q4823807
- Multimedia: Australian Americans / Q4823807